# Abbekås
Abbekås (uttalas abbekå-s) är en tätort i Skivarps distrikt (Skivarps socken) på Söderslätt i Skurups kommun.

## Historia
Abbekås var från början ett fiskeläge på Skånes sydkust mellan Ystad och Trelleborg, omtalad redan på medeltiden. Onsdagen den 13 november 1872 förstördes stora delar av byn av en stormflod kallad Backafloden, framkallad av en orkan som drog in över sydkusten från nordost och 34 hus, alla fiskeredskap, båtar och befolkningens vinterförråd förstördes. Vattenståndet ökade till 3,6 meter över det normala, vilket fortfarande är svenskt rekord. Redan året därpå inleddes med hjälp av statsbidrag arbetet med en riktig hamn, och fisket och kusthandeln kunde åter komma igång. En ny storhetstid för fisket inträffade under andra världskriget.
År 2011 renoverades pirar och kajer och inloppet gjordes om för att öka säkerheten i yttre hamnbassängen.

### Befolkningsutveckling
| Befolkningsutvecklingen i Abbekås 1960–2020 | Befolkningsutvecklingen i Abbekås 1960–2020 | Befolkningsutvecklingen i Abbekås 1960–2020 | Befolkningsutvecklingen i Abbekås 1960–2020 | Befolkningsutvecklingen i Abbekås 1960–2020 |
| ------------------------------------------- | ------------------------------------------- | ------------------------------------------- | ------------------------------------------- | ------------------------------------------- |
|                                             |                                             |                                             |                                             |                                             |
| År                                          |                                             |                                             | Folkmängd                                   | Areal (ha)                                  |
| 1960                                        | 1960                                        |                                             | 265                                         |                                             |
| 1965                                        | 1965                                        |                                             | 226                                         |                                             |
| 1970                                        | 1970                                        |                                             | 297                                         |                                             |
| 1975                                        | 1975                                        |                                             | 458                                         |                                             |
| 1980                                        | 1980                                        |                                             | 573                                         |                                             |
| 1990                                        | 1990                                        |                                             | 634                                         | 78                                          |
| 1995                                        | 1995                                        |                                             | 683                                         | 87                                          |
| 2000                                        | 2000                                        |                                             | 674                                         | 87                                          |
| 2005                                        | 2005                                        |                                             | 708                                         | 88                                          |
| 2010                                        | 2010                                        |                                             | 729                                         | 91                                          |
| 2015                                        | 2015                                        |                                             | 757                                         | 143                                         |
| 2020                                        | 2020                                        |                                             | 851                                         | 161                                         |
|                                             |                                             |                                             |                                             |                                             |

## Namnet
Namnet skrevs 1536 Abbekassz. Efterleden är kås, 'båtplats, mindre hamn'. Förleden innehåller förmodligen mansnamnet Abbi.

## Samhället
Abbekås hamn består av en yttre och en inre hamnbassäng, där den inre används av fiskarna och den yttre är till för fritidsseglare och gästbåtar. Där finns hamnkrog, hotell samt ett hus för tvätt, dusch och toalett för besökare. Längre upp i byn finns ytterligare en restaurang, ett konstgalleri och två bed and breakfast. Strax öster om byn ligger Abbekås Golfklubb.

## Abbekås i musiken
Abbekås är omsjunget av Edvard Persson i sången Abbekåsagåsen Joakim.

## Kända profiler
- Lorens Brolin, spelman
- Maja Stark, golfspelare

## Bilder

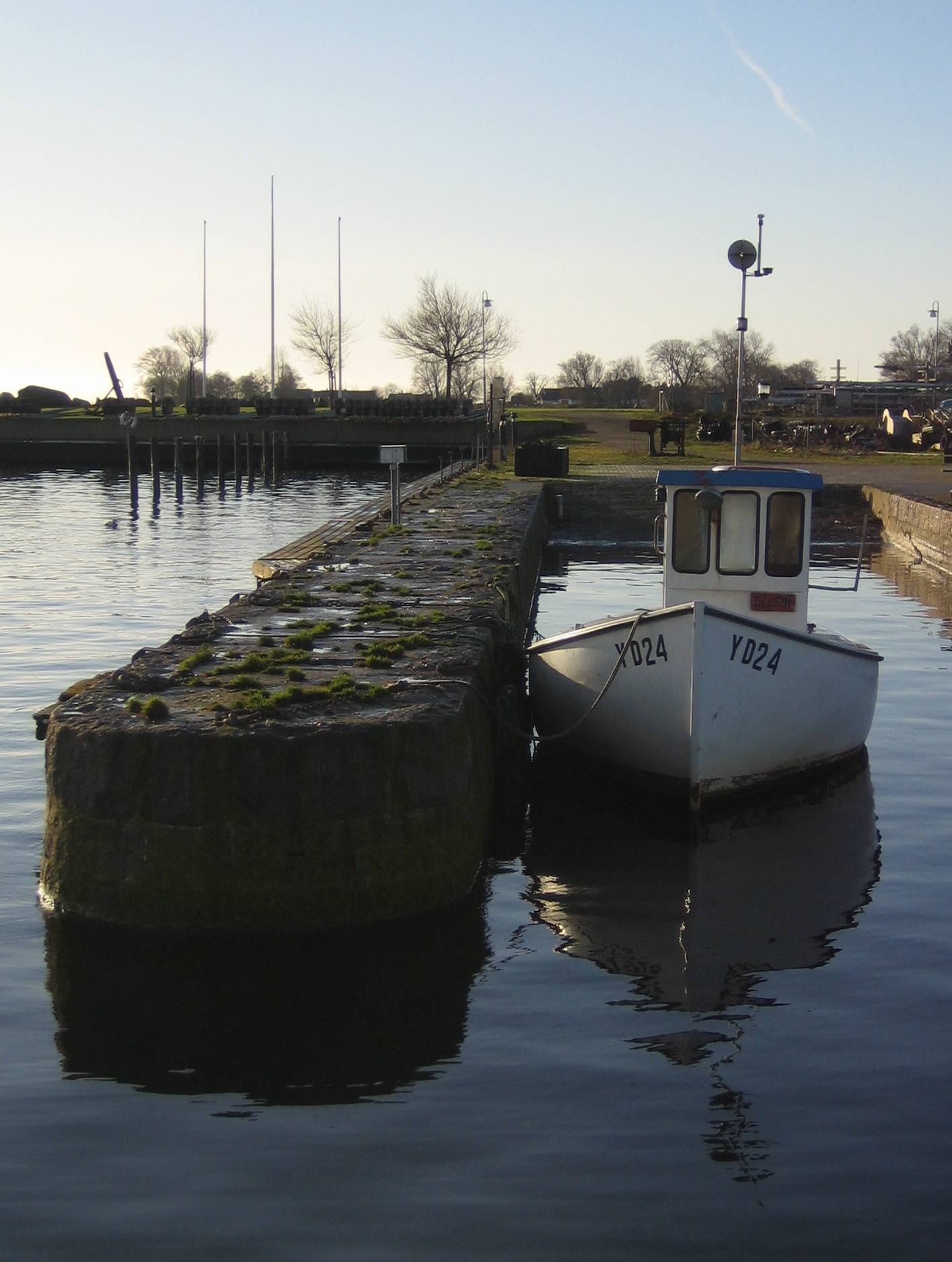
Abbekås hamn
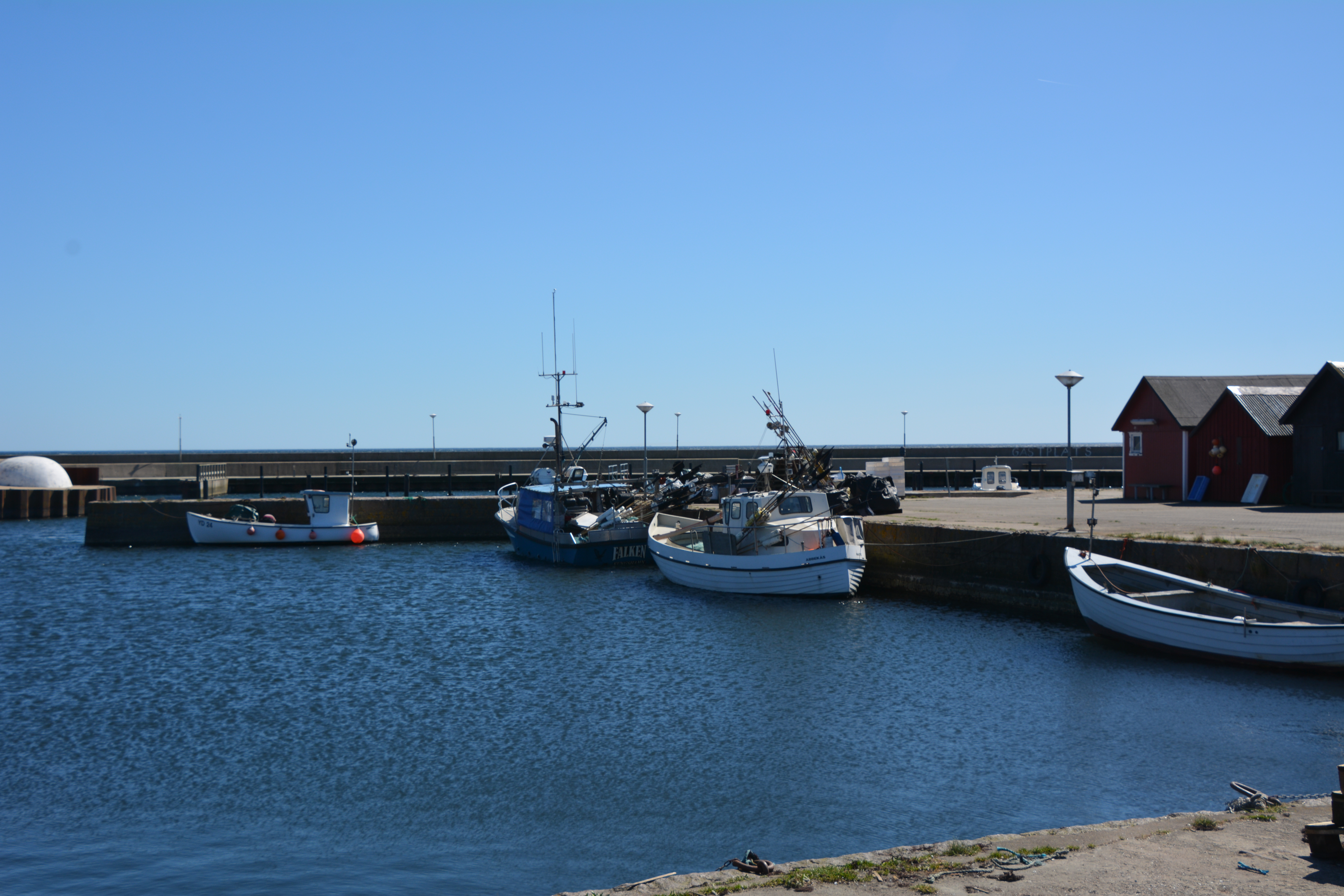
Abbekås hamn
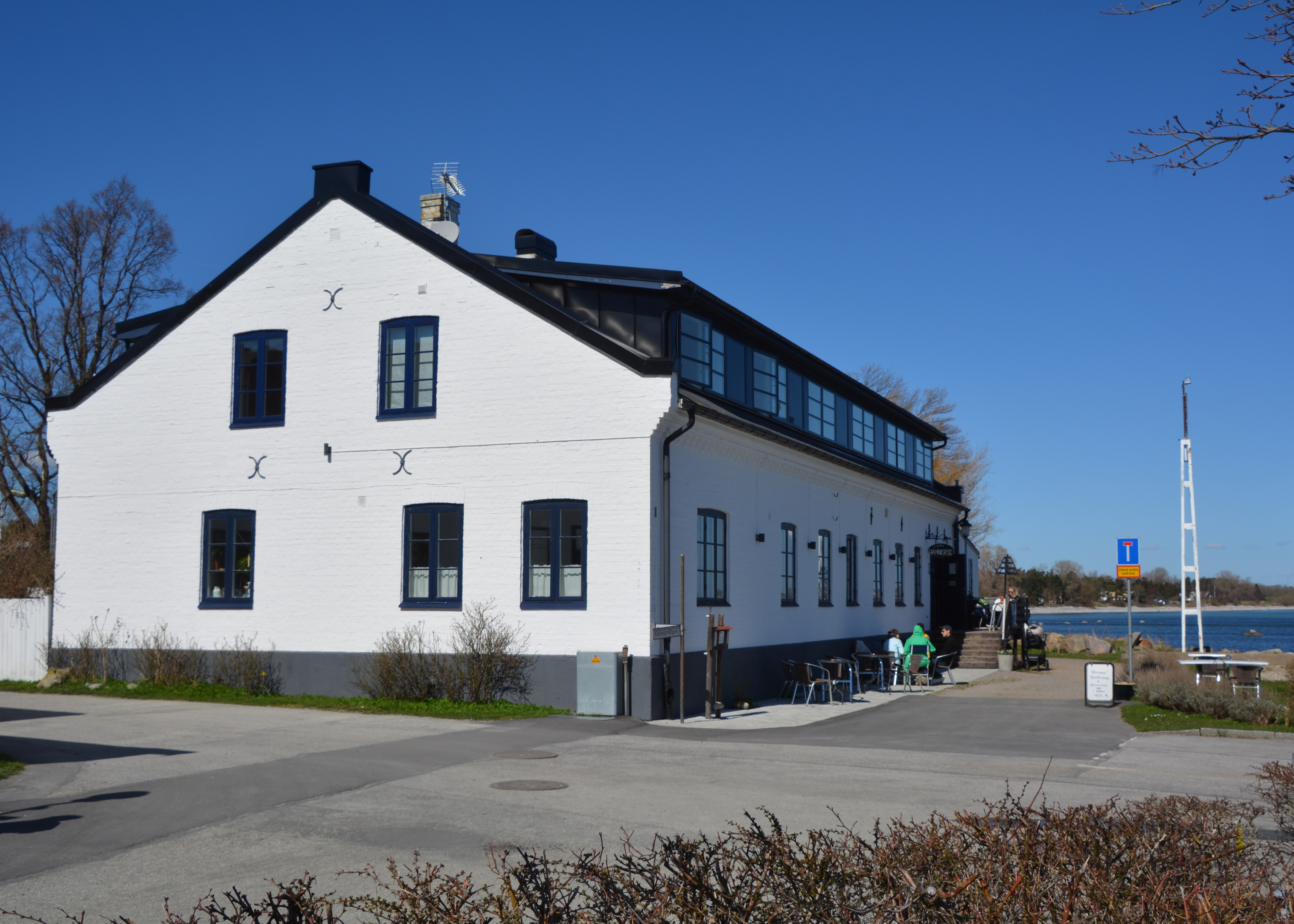
Magasinet vid Abbekås hamn
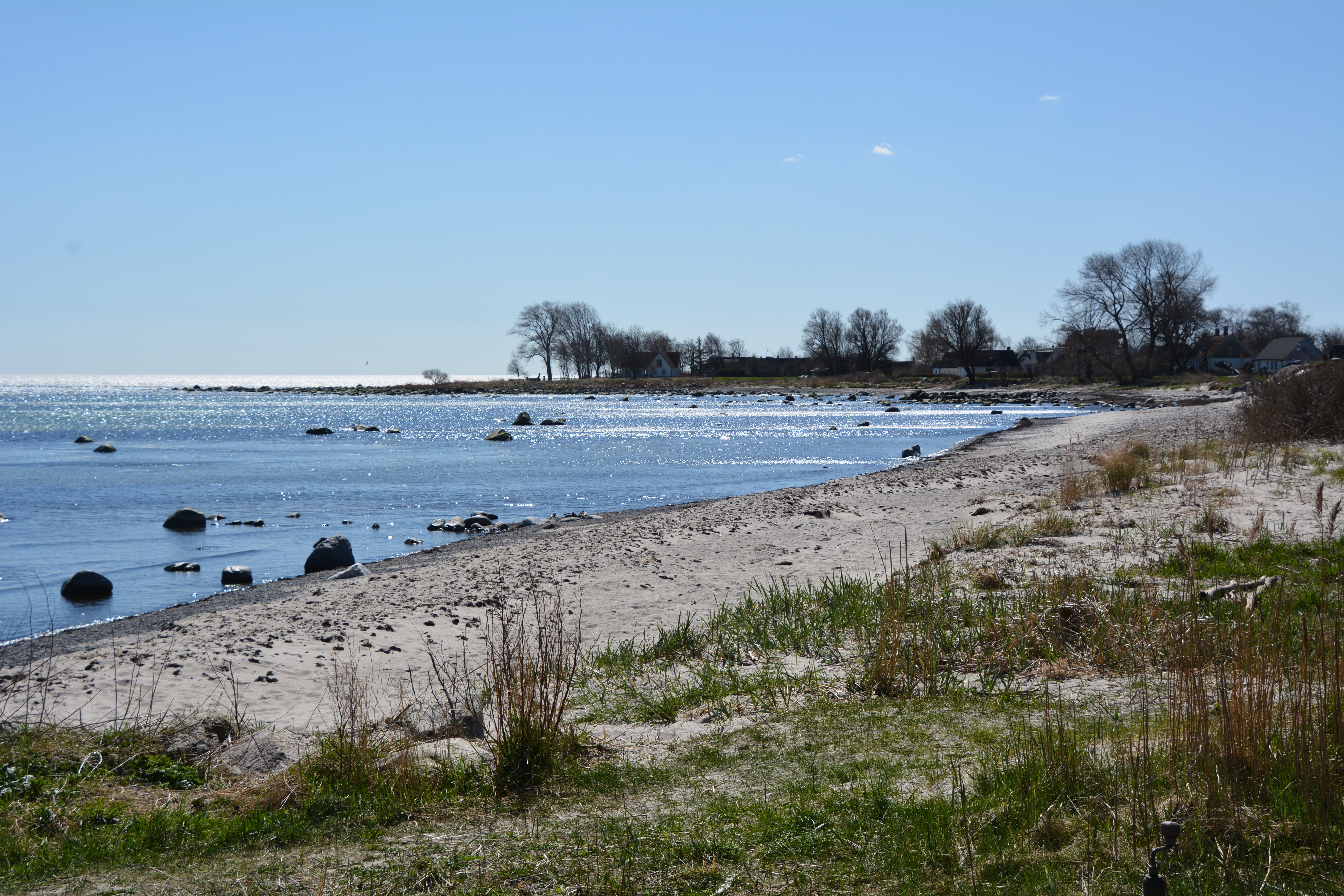
Strandlinjen väster om Abbekås hamn
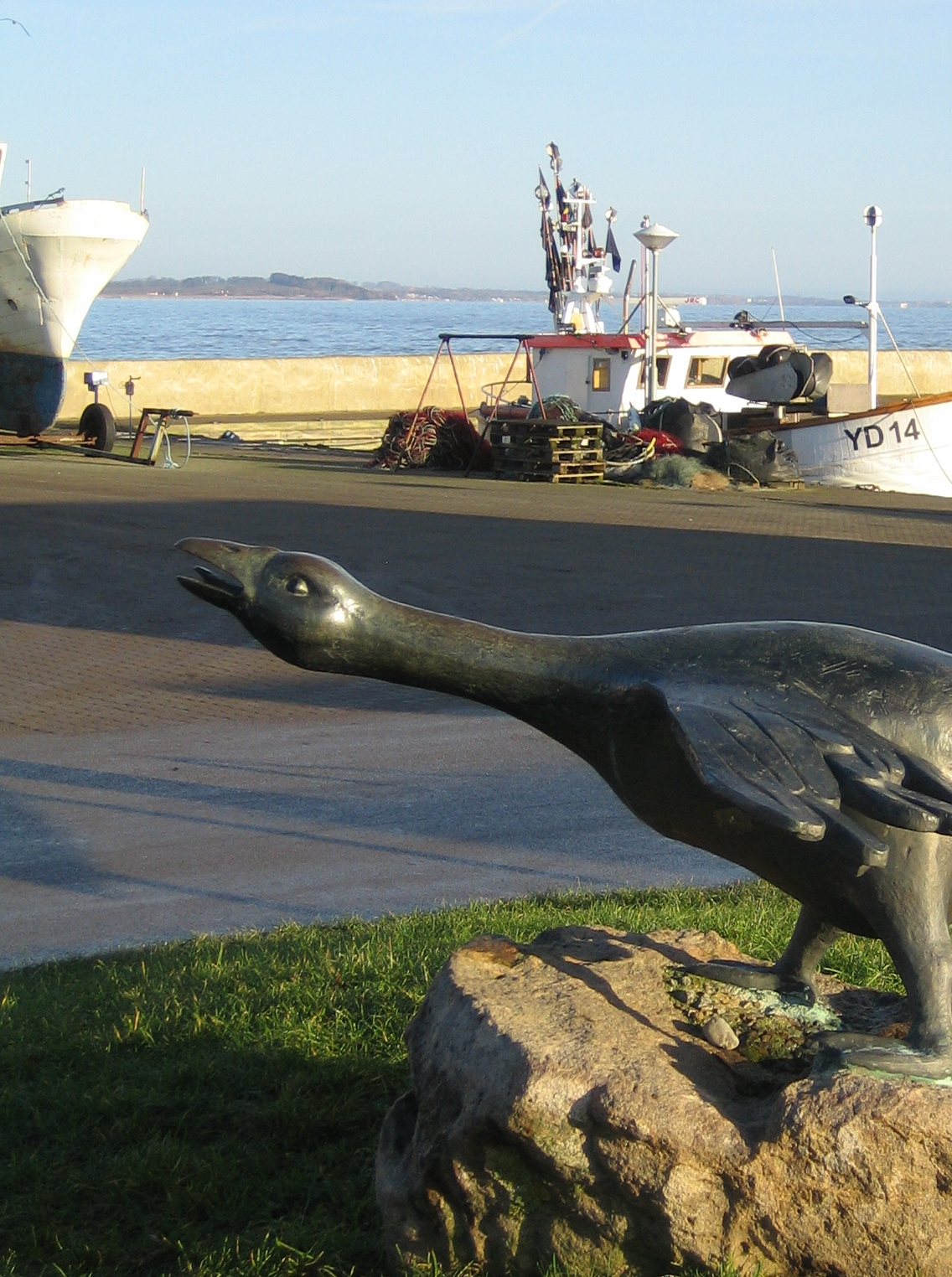
Abbekåsagåsen Joakim

## Omgivande orter
Nedanstående graf beskriver ett urval orter i omgivningen, inom en radie av 10 kilometer.